# 奥埜博亮
奥埜 博亮（おくの ひろあき、1989年8月14日 - ）は、大阪府南河内郡太子町出身のプロサッカー選手。Jリーグ・湘南ベルマーレ所属。ポジションはミッドフィールダー、フォワード。
ベガルタ仙台には、ユース含め計14年半在籍した。

## 来歴

### プロ入り前
大阪府太子町に生まれる。小学2年時に東京のバディSCでサッカーを始める。当時のチームメイトには丸山祐市がいた。ジェフユナイテッド市原・千葉の仙台教室にも在籍していた。
中学からベガルタ仙台の下部組織に所属し、中学3年時には飛び級でユースの公式戦に出場するなど早くから才能を開花させる。
高校3年時に負傷したことが影響しトップチーム昇格は見送られ、仙台大学に進学した。
大学では1年時から公式戦に出場して活躍、3年時の総理大臣杯では1回戦の同志社大学戦でハットトリックを達成するなどチームのベスト4進出に貢献。フォワードとしても起用されていた。またユース所属時にトップチームのコーチだった手倉森誠の高い評価を受け、2009年から3年間特別指定選手としてベガルタ仙台に所属した。

### ベガルタ仙台
仙台大卒業後の2012年、正式に仙台へ加入。ユース出身で大学を経由してのトップチーム加入はクラブ史上初。背番号は「Mr.ベガルタ」こと千葉直樹が前々年の引退まで13年間着用し続けてきた「7」が与えられた。9月8日の天皇杯2回戦のソニー仙台FC戦においてプロ初ゴールを挙げた。
2年目となった2013年は故障などで出場機会を得られず、7月にV・ファーレン長崎へ期限付き移籍。
翌2014年も移籍期限を延長し、引き続き長崎でプレー。
2015年、仙台に復帰し、副キャプテンを務めた。この年は仙台では初めて開幕スタメンを勝ち取った。先発出場だった27試合中17試合でセンターフォワードで起用された。ユース出身者として初めてトップチームのレギュラーに定着し、リーグ戦32試合に出場。1stステージ第11節の浦和レッズ戦でJ1初ゴールを記録するなど、チームトップタイの7得点を挙げ、チーム年間MVPを受賞した。
2018年オフの2019年1月4日、ジュニアユースから特別指定選手時代を含め、14年半過ごしたベカルタ仙台から完全移籍することが発表された。

### セレッソ大阪
2019年、セレッソ大阪に移籍。ヴィッセル神戸との開幕戦で即スタメンに抜擢されチームトップの12.9キロを走り勝利に貢献。8月17日、第23節の横浜F・マリノス戦では2得点を決めて4試合ぶりの勝利に貢献した。フォワードの負傷離脱が相次いだ事もありセンターフォワードで起用され、守備の役割を全うしながらもリーグ戦で7得点を決めるなど活躍を見せ、ロティーナ体制下では本職フォワードが復帰した後もセンターフォワードで重宝された。
2020年9月9日、J1リーグ第15節の北海道コンサドーレ札幌戦で、開始6分にクラブのJ1リーグ通算1000ゴールとなる先制ゴールを決めた。本年もセンターフォワードでメイン起用された。
2021年4月2日、サガン鳥栖戦では、膠着状態の中、後半開始早々にミドルシュートで決勝点を決め、レヴィー・クルピ監督に「中盤のスペシャリストだと思う。代表に選ばれてもおかしくないし、セレッソで優勝を勝ち取って、タイトルを獲って欧州へ行く。それくらいの実力を彼は持っていると思う。これからのイメージ次第でもっともっと伸びるのではないか」と絶賛された。ほぼ全ての試合でボランチで起用された。
2022年リーグ戦第4節、ボランチで先発出場、小菊昭雄監督に戦術的な立ち位置や役割を変えられたことで、攻撃に絡むプレーが再び増え1ゴール1アシストの活躍だけでなく両チームで最長の走行距離12.9キロを記録した。第14節のガンバ大阪との大阪ダービーでは自身の2得点を含む全得点に絡み、3-1の逆転勝ちに貢献した。
毎試合のようにチームトップの走行距離を記録するなど、どの試合でも献身性を発揮し、本職はボランチながら、機を見た攻撃参加で、ゴール前での決定力の高さも光る。小菊監督下でも、攻守においてチームの要の選手となった。

### 湘南ベルマーレ
2025年3月26日、湘南ベルマーレへ完全移籍で加入することが発表された。

## 人物
2019年4月25日、同年3月に一般女性と結婚したことを報告した。
ロティーナ監督時にセンターフォワードで起用されていた際には「例えばオルンガのような存在感はない、むしろステルス的に潜んでいる。行動範囲が非常に広く攻守で味方を助ける。あちこちに顔を出して味方を連結し、知らぬ間にゴール前にいる。ハードワーク型のストライカーとして満点。」と称された。
2022年、優秀選手賞を初受賞。

## 所属クラブ
- 2001年 ジェフユナイテッド市原・仙台スクール
- 2002年 - 2004年 ベガルタ仙台ジュニアユース
- 2005年 - 2007年 ベガルタ仙台ユース（明成高等学校）[30]
- 2008年 - 2011年 仙台大学
  - 2009年 - 2011年 ベガルタ仙台（特別指定選手）
- 2012年 - 2018年  ベガルタ仙台
  - 2013年7月 - 2014年  V・ファーレン長崎（期限付き移籍）
- 2019年 - 2025年3月  セレッソ大阪
- 2025年3月 -  湘南ベルマーレ

## 個人成績
| 国内大会個人成績 | 国内大会個人成績 | 国内大会個人成績 | 国内大会個人成績 | 国内大会個人成績 | 国内大会個人成績 | 国内大会個人成績 | 国内大会個人成績 | 国内大会個人成績 | 国内大会個人成績 | 国内大会個人成績 | 国内大会個人成績 |
| 年度             | クラブ           | 背番号           | リーグ           | リーグ戦         | リーグ戦         | リーグ杯         | リーグ杯         | オープン杯       | オープン杯       | 期間通算         | 期間通算         |
| 年度             | クラブ           | 背番号           | リーグ           | 出場             | 得点             | 出場             | 得点             | 出場             | 得点             | 出場             | 得点             |
| 日本             | 日本             | 日本             | 日本             | リーグ戦         | リーグ戦         | リーグ杯         | リーグ杯         | 天皇杯           | 天皇杯           | 期間通算         | 期間通算         |
| ---------------- | ---------------- | ---------------- | ---------------- | ---------------- | ---------------- | ---------------- | ---------------- | ---------------- | ---------------- | ---------------- | ---------------- |
| 2009             | 仙台             | 35               | J2               | 0                | 0                | -                | -                | -                | -                | 0                | 0                |
| 2010             | 仙台             | 35               | J1               | 0                | 0                | 1                | 0                | -                | -                | 1                | 0                |
| 2011             | 仙台             | 35               | J1               | 0                | 0                | 0                | 0                | -                | -                | 0                | 0                |
| 2012             | 仙台             | 7                | J1               | 2                | 0                | 4                | 0                | 1                | 1                | 7                | 0                |
| 2013             | 仙台             | 7                | J1               | 0                | 0                | 0                | 0                | -                | -                | 0                | 0                |
| 2013             | 長崎             | 29               | J2               | 16               | 3                | -                | -                | 1                | 0                | 17               | 3                |
| 2014             | 長崎             | 7                | J2               | 39               | 4                | -                | -                | 2                | 1                | 41               | 5                |
| 2015             | 仙台             | 7                | J1               | 32               | 7                | 4                | 0                | 4                | 1                | 40               | 8                |
| 2016             | 仙台             | 7                | J1               | 34               | 4                | 6                | 0                | 1                | 0                | 41               | 4                |
| 2017             | 仙台             | 7                | J1               | 31               | 4                | 8                | 2                | 1                | 0                | 40               | 6                |
| 2018             | 仙台             | 7                | J1               | 27               | 2                | 6                | 1                | 4                | 0                | 37               | 3                |
| 2019             | C大阪            | 25               | J1               | 32               | 7                | 4                | 0                | 2                | 0                | 38               | 7                |
| 2020             | C大阪            | 25               | J1               | 34               | 7                | 4                | 0                | -                | -                | 38               | 7                |
| 2021             | C大阪            | 25               | J1               | 32               | 3                | 3                | 0                | 5                | 1                | 40               | 4                |
| 2022             | C大阪            | 25               | J1               | 31               | 3                | 9                | 2                | 2                | 0                | 42               | 5                |
| 2023             | C大阪            | 25               | J1               | 24               | 3                | 4                | 0                | 0                | 0                | 27               | 3                |
| 2024             | C大阪            | 25               | J1               | 36               | 0                | 1                | 0                | 0                | 0                | 37               | 0                |
| 2025             | C大阪            | 25               | J1               | 1                | 0                | 0                | 0                | 0                | 0                | 1                | 0                |
| 2025             | 湘南             | 25               | J1               |                  |                  |                  |                  |                  |                  |                  |                  |
| 通算             | 日本             | 日本             | J1               | 316              | 40               | 54               | 5                | 20               | 3                | 389              | 48               |
| 通算             | 日本             | 日本             | J2               | 55               | 7                | -                | -                | 3                | 1                | 58               | 8                |
| 総通算           | 総通算           | 総通算           | 総通算           | 371              | 54               | 54               | 5                | 23               | 4                | 446              | 56               |

- 2009年 - 2011年は特別指定選手

その他の公式戦
- 2013年 
  - J1昇格プレーオフ 1試合0得点

| 国際大会個人成績 | 国際大会個人成績 | 国際大会個人成績 | 国際大会個人成績 | 国際大会個人成績 |
| 年度             | クラブ           | 背番号           | 出場             | 得点             |
| AFC              | AFC              | AFC              | ACL              | ACL              |
| ---------------- | ---------------- | ---------------- | ---------------- | ---------------- |
| 2013             | 仙台             | 7                | 0                | 0                |
| 通算             | AFC              | AFC              | 0                | 0                |

出場歴
- 公式戦初出場 - 2010年4月14日 ナビスコカップグループリーグ第2節・京都サンガF.C.戦（ユアテックスタジアム仙台）
- Jリーグ初出場 - 2012年5月26日 J1第13節・川崎フロンターレ戦（等々力陸上競技場）
- Jリーグ初得点 - 2013年8月4日 J2第27節・愛媛FC戦（長崎県立総合運動公園陸上競技場）

## 代表・選抜歴
- 2002年：U-13日本選抜
- 2005年：U-16日本代表
- 2007年：仙台カップ国際ユースサッカー大会U-18東北代表
- 2010年：全日本大学選抜
- 2011年：全日本大学選抜

## タイトル

### 個人
- Jリーグ・優秀選手賞（2022年）